# Gambia Badminton Association
Die Gambia Badminton Association (GBA) (deutsch: Gambischer Badmintonverband) ist der Dachverband der Badmintonvereine in dem westafrikanischen Staat Gambia. Der Sitz des Verbandes liegt in Bakau. Die GBA ist Mitglied im Badminton World Federation (BWF). Sie organisiert nationale Meisterschaften für Männer und Frauen.

## Geschichte
Der Verband, der 2019 gegründet wurde, wurde im Juli 2020 als 195. Mitglied im Badminton World Federation aufgenommen, den Antrag dazu wurde im Mai 2020 abgegeben.
| Amtszeit  | Amtsinhaber     | Anmerkung |
| --------- | --------------- | --- |
| 2019–2023 | Abdoulie Ceesay | weitere Vorstandsmitglieder: Fatoumatta Zahra Njie (Generalsekretärin), Ramatoulie Jeng (1. Vizepräsidentin), Omar Jallow (2. Vizepräsident), Ida Secka (Schatzmeisterin), Lamin Jarra (Mitglied), Sankung Bojang (Mitglied)              |
| 2024–     | Abdoulie Ceesay | weitere Vorstandsmitglieder: Muhamed Bah (Generalsekretär), Bai Madi Ceesay (1. Vizepräsident), Salima Ndow (2. Vizepräsidentin), Fatima Jonga (Schatzmeisterin), Sheikh Bah (Mitglied), Athletenvertreter – Wird noch ernannt (Mitglied) |